# Grønbjerg (Vejle)
Grønbjerg is een plaats in de Deense regio Zuid-Denemarken, gemeente Vejle. De plaats telt 208 inwoners (2008).